# 김현욱 (1963년)
김현욱(金顯旭, 1963년 6월 25일 ~ )은 국민연합의 대표이다. 과거 경기도의원이었다.